# Cantó de Lamarche
El cantó de Lamarche és un cantó francès del departament dels Vosges, situat al districte de Neufchâteau. Té 26 municipis i el cap és Lamarche.

## Municipis
- Ainvelle
- Blevaincourt
- Châtillon-sur-Saône
- Damblain
- Fouchécourt
- Frain
- Grignoncourt
- Isches
- Lamarche
- Lironcourt
- Marey
- Martigny-les-Bains
- Mont-lès-Lamarche
- Morizécourt
- Robécourt
- Rocourt
- Romain-aux-Bois
- Rozières-sur-Mouzon
- Saint-Julien
- Senaide
- Serécourt
- Serocourt
- Les Thons
- Tignécourt
- Tollaincourt
- Villotte

## Història
| Data d'elecció                           | Identitat        | Partit                                 | Qualitat |
| ---------------------------------------- | ---------------- | -------------------------------------- | -------- |
| 1945-1951                                | M. Chanaux       | RPF, després Divers droite             |          |
| 1951-1970                                | Marcelle Chanaux | RPF, després RS, després Divers droite |          |
| 1970-1982                                | M. Legendre      | Divers droite                          |          |
| 1982-2008                                | Serge Esserméant | UDF, després DL, després UMP           |          |
| 2008-                                    | Gérard Sancho    | UMP                                    |          |
| les dades anteriors no són pas conegudes |                  |                                        |          |
|                                          |                  |                                        |          |

## Demografia
| A partir de 1990: Població sense dobles comptes |